# Casa Falgarona
Casa Falgarona és un edifici del municipi de Figueres (Alt Empordà) inclòs en l'Inventari del Patrimoni Arquitectònic de Catalunya.

## Descripció
Edifici situat al centre històric molt a prop de la Rambla i l'Ajuntament. Edifici entre mitgeres amb façanes als carrers St. Pere i Portella compostes de forma molt semblant. A la planta baixa es troba el local comercial que comprèn també un altell tot realitzat en època recent i sobreposat a l'estructura original. El primer pis amb una finestra a cada façana, on anteriorment hi havia balcons, com els que hi ha al segon pis. Destaca una tribuna que en origen podia haver estat un balcó i que presenta rajols en la seva part inferior. Les obertures dels dos pisos superiors presenten emmarcaments i frisos ornamentals amb motius florals. A nivell del primer pis es troba una inscripció amb l'any 1927, any de la reforma de la casa. Als laterals, franges verticals d'imitació de carreus en arrebossat, que moren a la cornisa superior. Està cobert per terrassa.

## Història
La casa va ser comprada l'any 1930 per la família Falgarona. La façana va ser reformada l'any 1927 per Emili Blanch.